# Operação Cunhatã
Operação Cunhatã é como foi batizada uma ação da Polícia Federal brasileira em 2013 com o fito de coibir a exploração sexual de meninas indígenas no município amazonense de São Gabriel da Cachoeira.

## Antecedentes
A situação de exploração de meninas vinha sendo denunciada pela missionária italiana Giustina Zanato que, vindo ao Brasil em 1984 pela Congregação das Irmãs Salesianas, logo enfrentou a situação e acabou por se indispor com membros do judiciário, do executivo e comércio da cidade do extremo-norte brasileiro.
Em novembro de 2012 uma reportagem do jornal Folha de S.Paulo foi à região e denunciou para todo o país a situação vexatória das menores, a impunidade e ameaças feitas por poderosos do lugar; as famílias de doze vítimas haviam denunciado a situação ao conselho tutelar, e os autores dos abusos eram pessoas com influência na cidade: empresários, um ex-vereador, militares do Exército e um motorista: eles preferiam comprar a virgindade das crianças, e para isto pagavam com aparelhos celulares, roupas, doces e dinheiro; ameaçadas de morte, muitas delas tiveram que se mudar com as famílias - três delas retiradas da cidade pela PF em janeiro de 2013.
Dentre as vítimas estavam meninas das etnias uanana, tucano, tariana e baré. Além das meninas também a missionária teve que sair da cidade por conta das ameças, que também atingiram os conselheiros tutelares.
A Procuradoria Geral da República, então, estabeleceu que a competência, por envolverem indígenas, era da Justiça Federal e a justiça amazonense decidiu repassar à PF os dois inquéritos que corriam na polícia civil.

## A operação
Com apoio da Força Aérea Brasileira (FAB), os policiais federais deslocaram-se para São Gabriel em 22 de maio de 2013 a fim de cumprirem dez mandados de prisão, um de condução coercitiva e outros tantos de busca e apreensão.
Apelidada de "Cunhatã" - menina, em língua tupi - a operação foi deflagrada após a Polícia Federal constatar que meninas estavam a ser exploradas em troca de pequenos presentes, alimentos ou dinheiro, com aproveitamento da situação de pobreza em que viviam.